# Tian Hailong
Tian Hailong – chiński zapaśnik w stylu klasycznym. Brązowy medalista mistrzostw Azji w 2012 roku.